# Cryptomonadales
A Cryptomonadales a Cryptophyta Cryptomonadaceae és Hilleaceae csoportokat tartalmazó taxonja.

## Történet
1913-ban írta le Pascher.
1993-ban Novarino és Lucas szűkebben határozta meg, melybe csak a Cryptomonadaceae tartozott, míg Shalchian-Tabrizi et al. 2008-as tanulmánya tágabban értelmezte, ide sorolva a Tetragonidiaceae, Chroomonadaceae, Hemiselmidaceae, Geminigeraceae és Pyrenomonadaceae csoportokat is.

## Morfológia
Ostorosok.
Vörösmoszat endoszimbiózisából származó kloroplasztisza vagy leukoplasztisza lehet nukleomorffal.
Kizárólag a Cryptomonadales tartalmaz ismert fotoszintetikus Cryptophyta-fajokat.

## Életciklus
Egyes fajai például a Cryptomonas és Proteomonas nemzetségből diplomorfak.

## Élőhely
A mély klorofillmaximumban a leggyakoribbak az óceáni élőhelyeken. Ezenkívül megtalálhatók édesvízben és torkolatokban.

## Ökológia
A torkolatokban a hőmérséklettel és a kovamoszatok számával negatívan, az ammóniumion-koncentrációval pozitívan korrelál jelenléte, az Északi-Csendes-óceán többfémes csomóiban a Cryptomonadales-rRNS a leggyakoribb eukarióta-rRNS.
A heterotróf csoportok közül például az Acidimicrobiiával, a cianobaktériumok közül az Oxyphotobacteriával kölcsönhatnak, a sótartalom és a mélység növekedésével csökken mennyisége a Spitzbergákhoz közel, a fluoreszcenciáéval nő.

## Genetika
A legtöbb fotoszintézishez kötődő gén csak fotoszintetikus csoportokban található meg, legalább 10 hozzá kapcsolódó pszeudogén azonban megtalálható nem fotoszintetikus csoportok ptDNS-ében. A fényfüggetlen protoklorofillid-reduktáz génjei, például a chlB, L és N azonban megtalálhatók a Cryptomonas curvata nem fotoszintetikus SAG977-2f törzsében, míg a Cryptomonas paramecium több ribulóz-1,5-biszfoszfát-karboxiláz-oxigenáz-gént, például rbcL-t.
A nukleomorf genomjai kevesebb mint 500 gént tartalmaznak, a legtöbb plasztiszfehérje a sejtmagban és a ptDNS-ben van kódolva.rbcS-t és cbbX-et is tartalmaz.
A Cryptomonas curvata CCAP979/52 genomjában feltételezhetően a psbN-nel asszociált II-es csoportbeli intron található. Plasztiszgenomja változatos: a CCAP979/52 ptDNS-e hossza 129 974, az FBCC300012D-é 128 285 bp, GC-tartalmuk 34,6%, illetve 35,3%, és 148, illetve 146 gént tartalmaznak: az ycf55 és az ycf20 a Chroomonas mesostigmatica-homológokkal jelentős szekvenciahasonlóságot mutatnak. Mivel e két fehérje N-terminusa, beleértve a lánckezdő metionint, hiányzik az FBCC300012D törzsben, e két gén feltehetően nem szükséges a plasztiszfunkcióhoz. A génsorrend a psbN-intronnal együtt e két gén jelenléte vagy hiánya kivételével azonos a két törzsben.A citokróm b6/f komplex (vagyis a pet géncsalád) és az I-es és II-es fotorendszer csak fotoszintetikus csoportokban található meg. Édesvízi fajai jéggel fedett antarktiszi tavakban is megélnek.
Egyes tengeri fajai édesvíziek közeli rokonai 18S rDNS-elemzés alapján – Wu et al. 3 olyan szekvenciát talált, melyek közel teljesen azonosak az édesvízi fajokéival.
Ismeretlen helyzetű XX fajának nem ismert heterotróf bakterioplankton-fajjal való pozitív kapcsolata.

## Filogenetika
Bazális nemzetsége a Cryptomonas, a többi csoport egy „Teleaulax-szerű” és egy Falcomonas daucoidest tartalmazó taxonba csoportosítható.
A Cryptomonadales sensu Shalchian-Tabrizi et al. 2008 testvércsoportja a plasztisz nélküli bakterivor CRY1.
Fikobiliproteinjeinek 1 aminosav inzertációjával módosul a negyedleges szerkezete és excitonállapota.
Egyes feltételezések szerint a Plagioselmis nemzetségnek a Teleaulax és a Geminigera egy másik életszakasza.